# Nupen
Nupen es un monte ubicado en el límite entre los municipios de Kvæfjord y Harstad, provincia de Troms, Noruega. Está a 13 km al oeste de la ciudad de Harstad y al este de Bremnes en Kvæfjord. Tiene 412m de alto y está en las proximidades del Andfjorden. Es conocido por sus vistas durante el sol de medianoche.